# Украинка (Криничанский район)
Украинка (укр. Українка) — село,
Украинский сельский совет,
Криничанский район,
Днепропетровская область,
Украина.
Код КОАТУУ — 1222086201. Население по переписи 2001 года составляло 986 человек.
Является административным центром Украинского сельского совета, в который, кроме того, входит село
Вишнёвое.

## Географическое положение
Село Украинка находится в 2,5 км от правого берега Каменского водохранилища (Днепр),
примыкает к городу Каменское.
Рядом проходят автомобильная дорога Н-08 и
железная дорога, станция Платформа 149 км в 1-м км.

## История
- Село Украинка основано в 1952 году переселенцами из Волынской области.

## Экономика
- «Украинка», ООО.
- «Джержинец», агропромышленный комплекс.

## Объекты социальной сферы
- Школа.
- Детский сад.
- Медицинская амбулатория.
- Дом культуры.